# برونسبارو فارم (کنتاکی)
برونسبارو فارم (به انگلیسی: Brownsboro Farm) شهری در ایالت کنتاکی کشور ایالات متحده آمریکا است که جمعیت آن در سرشماری سال ۲۰۱۰ میلادی، ۶۴۸ نفر بوده‌است.